# Аккулинський район
Аккули́нський район (каз. Аққулы ауданы, рос. Аккулинский район) — адміністративна одиниця у складі Павлодарської області Казахстану. Адміністративний центр — село Аккули.

## Населення
Населення — 12637 осіб (2021, 14593 у 2009, 19653 у 1999, 27702 у 1989).

## Історія
Леб'яжинський район утворений 16 жовтня 1939 року із частин Бескарагайського, Кагановицького та Павлодарського районів. 2 січня 1963 року район був ліквідований, територія увійшла до складу Павлодарського району. 31 грудня 1964 року Леб'яжинський район був відновлений. 4 серпня 2018 року район отримав сучасну назву.

## Склад

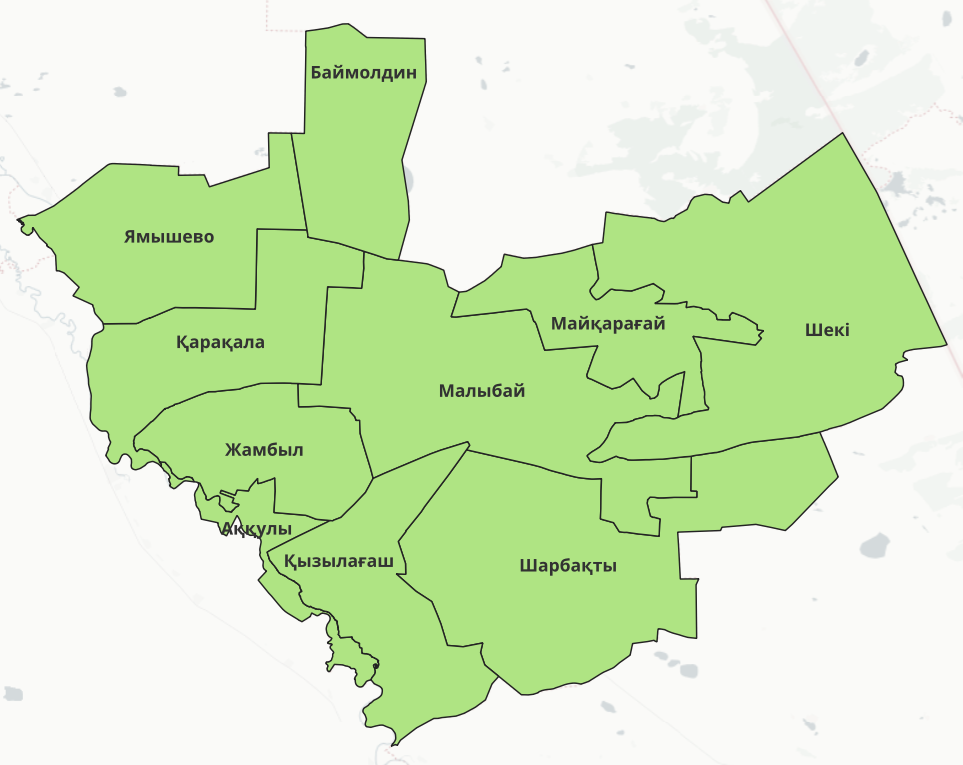
Сільські округи району

До складу району входить 10 сільських округів:
| Поселення                       | Площа, км² | Населення, осіб (1989) | Населення, осіб (1999) | Населення, осіб (2009) | Населення, осіб (2021) | Центр                       | Населені пункти |
| ------------------------------- | ---------- | ---------------------- | ---------------------- | ---------------------- | ---------------------- | --------------------------- | --------------- |
| Аккулинський сільський округ    | 92,82      | 4360                   | 3605                   | 2940                   | 3014                   | Аккули                      | 1               |
| Баймульдінський сільський округ | 564,60     | 1794                   | 1175                   | 821                    | 672                    | імені Абилхаїра Баймульдіна | 2               |
| Жамбильський сільський округ    | 542,49     | 2874                   | 2084                   | 1492                   | 1200                   | Жамбил                      | 3               |
| Кизилагаський сільський округ   | 766,10     | 2177                   | 1386                   | 821                    | 522                    | Бескарагай                  | 1               |
| Каракалинський сільський округ  | 675,16     | 3097                   | 2640                   | 1637                   | 1362                   | Каракала                    | 3               |
| Майкарагайський сільський округ | 753,90     | 2748                   | 1149                   | 931                    | 749                    | Майкарагай                  | 2               |
| Малибайський сільський округ    | 1429,75    | 3164                   | 1942                   | 1505                   | 1175                   | Малибай                     | 3               |
| Шакинський сільський округ      | 1168,12    | 1551                   | 1186                   | 910                    | 679                    | Шака                        | 2               |
| Шарбактинський сільський округ  | 1331,05    | 3059                   | 2137                   | 1692                   | 1517                   | Шарбакти                    | 3               |
| Ямишевський сільський округ     | 758,18     | 2878                   | 2349                   | 1844                   | 1747                   | Ямишево                     | 3               |

## Найбільші населені пункти
Населені пункти з чисельністю населення понад 1000 осіб:
| № | Населений пункт | Населення, осіб (1989) | Населення, осіб (1999) | Населення, осіб (2009) | Населення, осіб (2021) |
| - | --------------- | ---------------------- | ---------------------- | ---------------------- | ---------------------- |
| 1 | Аккули          | 4314                   | 3605                   | 2940                   | 3014                   |
| 2 | Ямишево         | 1862                   | 1509                   | 1223                   | 1195                   |
| 3 | Шарбакти        | 1877                   | 1461                   | 1089                   | 1034                   |